# Arabia Saudita en la Copa Mundial de Fútbol de 1998
La selección de Arabia Saudita fue una de las 32 selecciones que participó en la Copa Mundial de Fútbol de 1998. Esta fue su segunda participación en mundiales.

## Clasificación

### Primera ronda
| Equipo         | Pts | PJ | PG | PE | PP | GF | GC | DG  |
| -------------- | --- | -- | -- | -- | -- | -- | -- | --- |
| Arabia Saudita | 16  | 6  | 5  | 1  | 0  | 18 | 1  | +17 |
| Malasia        | 11  | 6  | 3  | 2  | 1  | 5  | 3  | +2  |
| China Taipéi   | 4   | 6  | 1  | 1  | 4  | 4  | 13 | -9  |
| Bangladés      | 3   | 6  | 1  | 0  | 5  | 4  | 14 | -10 |

| Fecha               | Lugar     | Local          | Resultado | Visitante      |
| ------------------- | --------- | -------------- | --------- | -------------- |
| 16 de marzo de 1997 | Shah Alam | China Taipéi   | 0:2 (0:2) | Arabia Saudita |
| 18 de marzo de 1997 | Shah Alam | Malasia        | 0:0       | Arabia Saudita |
| 20 de marzo de 1997 | Shah Alam | Bangladés      | 1:4 (1:2) | Arabia Saudita |
| 27 de marzo de 1997 | Yeda      | Arabia Saudita | 3:0 (2:0) | Bangladés      |
| 29 de marzo de 1997 | Yeda      | Arabia Saudita | 3:0 (0:0) | Malasia        |
| 31 de marzo de 1997 | Yeda      | Arabia Saudita | 6:0 (4:0) | China Taipéi   |

### Ronda final
| Equipo         | Pts | PJ | PG | PE | PP | GF | GC | DG |
| -------------- | --- | -- | -- | -- | -- | -- | -- | -- |
| Arabia Saudita | 14  | 8  | 4  | 2  | 2  | 8  | 6  | +2 |
| Irán           | 12  | 8  | 3  | 3  | 2  | 13 | 8  | +5 |
| China          | 11  | 8  | 3  | 2  | 3  | 11 | 14 | -3 |
| Catar          | 10  | 8  | 3  | 1  | 4  | 7  | 10 | -3 |
| Kuwait         | 8   | 8  | 2  | 2  | 4  | 7  | 8  | -1 |

| Fecha                    | Lugar   | Local          | Resultado | Visitante      |
| ------------------------ | ------- | -------------- | --------- | -------------- |
| 14 de septiembre de 1997 | Riad    | Arabia Saudita | 2:1 (1:1) | Kuwait         |
| 19 de septiembre de 1997 | Teherán | Irán           | 1:1 (0:1) | Arabia Saudita |
| 3 de octubre de 1997     | Dalian  | China          | 1:0 (0:0) | Arabia Saudita |
| 11 de octubre de 1997    | Riad    | Arabia Saudita | 1:0 (0:0) | Catar          |
| 17 de octubre de 1997    | Kuwait  | Kuwait         | 2:1 (0:1) | Arabia Saudita |
| 24 de octubre de 1997    | Riad    | Arabia Saudita | 1:0 (0:0) | Irán           |
| 6 de noviembre de 1997   | Riad    | Arabia Saudita | 1:1 (1:1) | China          |
| 12 de noviembre de 1997  | Doha    | Catar          | 0:1 (0:0) | Arabia Saudita |

### Goleadores
| Goles | Futbolistas                                                                                      |
| ----- | ------------------------------------------------------------------------------------------------ |
| 7     | Khaled Al-Muwallid                                                                               |
| 5     | Ibrahim Al-Shahrani                                                                              |
| 3     | Obeid Al-Dosari, Fahad Al-Mehallel, Sami Al-Jaber                                                |
| 1     | Abdulaziz Al-Dosari, Abdullah Al-Dosari, Khalid Al-Temawi, Yousuf Al-Thunayan, Khamis Al-Zahrani |

## Lista de jugadores
Entrenador:  Carlos Alberto Parreira (despedido después de los primeros dos partidos, reemplazado por  Mohammed Al-Kharashy para el último encuentro)
| No. | Pos. | Jugador                | Fecha de nacimiento (edad)         | Apa. | Club       |
| --- | ---- | ---------------------- | ---------------------------------- | ---- | ---------- |
| 1   | POR  | Mohamed Al-Deayea      | 2 de agosto de 1972 (25 años)      | 94   | Al-Ta'ee   |
| 2   | DEF  | Mohammed Al-Jahani     | 28 de septiembre de 1974 (23 años) | 64   | Al Ahli    |
| 3   | DEF  | Mohammed Al-Khilaiwi † | 1 de septiembre de 1971 (26 años)  | 86   | Al-Ittihad |
| 4   | DEF  | Abdullah Zubromawi     | 15 de noviembre de 1973 (24 años)  | 83   | Al Ahli    |
| 5   | DEF  | Ahmed Jamil Madani     | 6 de enero de 1970 (28 años)       | 94   | Al-Ittihad |
| 6   | MED  | Fuad Anwar             | 13 de octubre de 1972 (25 años)    | 95   | Al Shabab  |
| 7   | MED  | Ibrahim Al-Shahrani    | 21 de julio de 1974 (23 años)      | 19   | Al Ahli    |
| 8   | DEL  | Obeid Al-Dosari        | 2 de octubre de 1975 (22 años)     | 61   | Al-Wehda   |
| 9   | DEL  | Sami Al-Jaber          | 11 de diciembre de 1972 (25 años)  | 85   | Al Hilal   |
| 10  | DEL  | Saeed Al-Owairan       | 19 de agosto de 1967 (30 años)     | 55   | Al Shabab  |
| 11  | DEL  | Fahad Al-Mehallel      | 11 de noviembre de 1970 (27 años)  | 85   | Al Shabab  |
| 12  | MED  | Ibrahim Al-Harbi       | 10 de julio de 1975 (22 años)      | 47   | Al Nassr   |
| 13  | DEF  | Hussein Abdulghani     | 23 de enero de 1977 (21 años)      | 40   | Al Ahli    |
| 14  | MED  | Khaled Al-Muwallid     | 23 de noviembre de 1971 (26 años)  | 91   | Al Ahli    |
| 15  | DEL  | Yousuf Al-Thunayan     | 18 de noviembre de 1963 (34 años)  | 86   | Al Hilal   |
| 16  | MED  | Khamis Al-Dosari †     | 8 de septiembre de 1973 (24 años)  | 48   | Al Hilal   |
| 17  | DEF  | Ahmed Dokhi            | 25 de octubre de 1976 (21 años)    | 12   | Al Hilal   |
| 18  | MED  | Nawaf Al-Temyat        | 26 de junio de 1976 (21 años)      | 0    | Al Hilal   |
| 19  | DEF  | Abdulaziz Al-Janoubi   | 21 de julio de 1974 (23 años)      | 3    | Al Nassr   |
| 20  | MED  | Hamzah Saleh           | 19 de abril de 1967 (31 años)      | 38   | Al Ahli    |
| 21  | POR  | Hussein Al-Sadiq       | 15 de octubre de 1973 (24 años)    | 64   | Al Qadsiah |
| 22  | POR  | Tisir Al-Antaif        | 16 de febrero de 1974 (24 años)    | 0    | Al Ettifaq |

## Participación

### Grupo C
| Equipo         | Pts | PJ | PG | PE | PP | GF | GC | DG |
| -------------- | --- | -- | -- | -- | -- | -- | -- | -- |
| Francia        | 9   | 3  | 3  | 0  | 0  | 9  | 1  | +8 |
| Dinamarca      | 4   | 3  | 1  | 1  | 1  | 3  | 3  | 0  |
| Sudáfrica      | 2   | 3  | 0  | 2  | 1  | 3  | 6  | -3 |
| Arabia Saudita | 1   | 3  | 0  | 1  | 2  | 2  | 7  | -5 |

#### Arabia Saudita vs. Dinamarca
| 12 de junio de 1998, 17:30 (UTC+2) | Arabia Saudita | 0:1 (0:0) | Dinamarca  | Stade Felix Bollaert, Lens                                   |                                                              |
|                                    |                | Reporte   | Rieper 69' | Asistencia: 38.100 espectadores Árbitro(s): Javier Castrilli | Asistencia: 38.100 espectadores Árbitro(s): Javier Castrilli |

#### Francia vs. Arabia Saudita
| 18 de junio de 1998, 21:00 (UTC+2) | Francia                                       | 4:0 (1:0) | Arabia Saudita | Stade de France, Saint-Denis                                     |                                                                  |
|                                    | Henry 37', 78' · Trezeguet 68' · Lizarazu 85' | Reporte   |                | Asistencia: 80.000 espectadores Árbitro(s): Arturo Brizio Carter | Asistencia: 80.000 espectadores Árbitro(s): Arturo Brizio Carter |

#### Sudáfrica vs. Arabia Saudita
| 24 de junio de 1998, 16:00 (UTC+2) | Sudáfrica                  | 2:2 (1:1) | Arabia Saudita                                 | Parc Lescure, Burdeos                                            |                                                                  |
|                                    | Bartlett 18', 90+3' (pen.) | Reporte   | Al-Jaber 45+2' (pen.) · Al-Thunayan 74' (pen.) | Asistencia: 31.800 espectadores Árbitro(s): Mario Sánchez Yantén | Asistencia: 31.800 espectadores Árbitro(s): Mario Sánchez Yantén |